# 掛川市自主運行バス

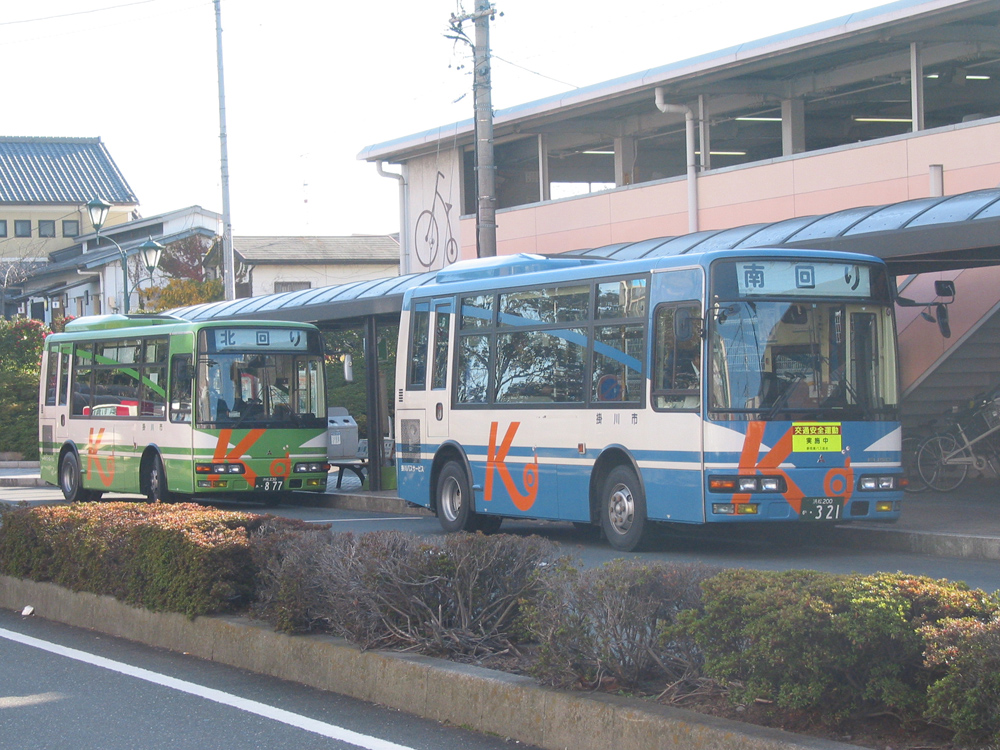
過去に市街地循環線で使用された車両。左：北回り、右：南回り

掛川市自主運行バス（かけがわしじしゅうんこうバス）は、静岡県掛川市が運営するコミュニティバス。

## 概要
掛川市自主運行バスには市街地循環線の北回り、南回りの2路線があり、掛川駅周辺に点在する各種施設を経由しながら中心市街地を一周する。北回り・南回りとも、右回りの一方通行であり、1周12kmを、所要時間40分前後、50～55分周期で1日17便運行する。掛川駅北口での北回りと南回りの発車時刻は同一であり乗り継ぎの便宜を図っている。掛川駅北口発の、始発は6時55分、終発は20時であり、この地域としては遅い時刻まで運行している（終日45分周期時代の終発は19時45分）。開業以来、運賃は一律100円である。但し、2路線を乗り継いだ場合には別に徴収される。この他、掛川バスサービスの路線と共通の回数券や定期券が利用できる。
また、市街地循環線とは別に東山線（ひがしやません）、粟本線（あわもとせん）、倉真線（くらみせん）、居尻線（いじりせん）、桜木線（さくらぎせん）、掛川大須賀線（かけがわおおすかせん）の6路線が掛川市により運営されている。
北回り・南回り・東山線・粟本線・倉真線・居尻線・桜木線は掛川バスサービス、掛川大須賀線は大新東が運行する。
市街地循環線のバス停には駅ナンバリングのように番号が振られており、路線を意味する文字と起点からの停車順を意味する数字で表される。北回りは北1,北2,...,北43、南回りは南1,南2,...,南44となる。

## 経緯
かつて掛川市では、静岡鉄道（静鉄バス）によって掛川市内循環線が運行されていた。市内循環線は現在の北回りの概ね東半分のルートを走行する路線で、左回り（葛川まわり）・右回り（十王まわり）が存在した。しかし、これが廃止されて以後は市街地をカバーするバス路線が存在しなくなり、かねてよりのモータリゼーションと郊外化により市街地は拡大、市街地の住民には復活が望まれていた。
このような状況のもと、市の掲げるスローライフ政策の一環として、2003年5月20日にコミュニティバスとして「市街地循環バス」が復活した。路線は市内循環のルートを商業地化が進む大池・長谷地区に拡張した「北回り」と、東海道新幹線停車と同時に掛川駅に南口が新設されて以後に宅地化が進む駅南方面を巡回する「南回り」が設定された。名称が「市内循環」でなく「市街地循環」となったのは、合併によって当時より市域が拡大し、市内とするには市域が広すぎるためである。
両路線ともに概ね好評で、東循環線、西循環線が新たに設定されたが、ルートが冗長であることや掛川バスサービスの既存路線と競合することから利用者は低迷し、既存路線のルート変更とともに東循環線は満水線、西循環線は和田岡線・曽我線にそれぞれ分割継承された。なお、和田岡線と曽我線は平成25年3月末で、満水線は令和3年9月末で廃止となった。

## 沿革
年月日がないのは、時期未詳
- 静岡鉄道が掛川市内循環線運行開始。
- 静岡鉄道が掛川市内循環線廃止。
- 2003年5月20日 - 市街地循環バス北回り・南回り運行開始。運賃100円、1日19便、45分周期。
- 2006年4月1日 - 市街地循環バスダイヤ改正。1日19便、45～50分周期。
  - 北回り：掛川北病院乗り入れ、23.掛川北病院入口を掛川北病院に停留所位置変更。33.生涯学習センター廃止、北33は欠番となる。
- 2007年4月1日 - 東循環線運行開始。運賃300円。
- 2008年11月1日 - 西循環線運行開始。運賃200円。
- 2008年11月1日 - 運賃改定、東循環線の運賃が200円に引き下げられる。同時に、掛川バスサービスの路線でも運賃改定され、市街地循環バス・東循環線・西循環線・掛川バスサービス路線計9路線の運賃体系が100円～300円の100円刻みに統一。
- 2009年4月1日 - 市街地循環バスダイヤ改正。1日17便、50～55分周期。
  - 北回り：19.かけがわ苑新設、既存の19.オカノ掛川店前～32.天王町東が順次繰り下がり欠番解消。18.サンテラスユニー前をアピタ掛川店前に改称。
  - 南回り：8.南郷保育園前を旧南郷保育園前、23.農協Aコープ南店前を亀の甲一丁目に改称。
- 2010年4月1日 - 西循環線が土日祝日及び8/13～15、12/30～1/3は運休となる。
- 2010年11月1日 - バス路線再編。東循環線・西循環線廃止。代替として満水線・和田岡線・曽我線運行開始。
- 2013年3月  和田岡線、曽我線を廃止。
- 2016年4月 - 掛川大須賀線を通学利用の学生限定で運行開始[1]。
- 2018年10月1日 - 掛川大須賀線を一般乗合バスとして運行開始[2]
- 2021年9月30日 - 満水線を廃止
- 2025年4月1日 - ジーネットの乗合バス事業が撤退したことから市街地循環線（北回り）の受託事業者が掛川バスサービスに、掛川大須賀線の受託事業者が大新東に変更となる。

## 路線
東山線・粟本線・居尻線・倉真線・桜木線については掛川バスサービスの項目を参照。

### 市街地循環線 北回り
掛川駅北口を起点とし、旧城下町地区、旧東海道沿いの商店街を通り、市役所を経由、大池・長谷地区の商業地・住宅地、城北地区の住宅地を通り、再び旧城下町地区に入り掛川駅北口に戻る路線である。
沿線の主な施設には掛川市役所、MEGAドン・キホーテUNY掛川店、バロー掛川店、掛川北病院、東遠カルチャーパーク総合体育館「さんりーな」、生涯学習センター（34.御所原が最寄）、掛川城大手門等がある。
1.掛川駅北口 → 2.研屋町 → 3.中町商店街 → 4.西町商店街西 → 5.島田掛川信金下俣支店 → 6.下俣町 → 7.十九首 → 8.中央三丁目東 → 9.中央三丁目西 → 10.市役所 → 11.生物循環パビリオン前 → 12.新長谷橋南 → 13.橘町 → 14.つくし会館入口 → 15.さやの家入口 → 16.末広町 → 17.MEGAドン・キホーテUNY掛川店前 → 18.かけがわ苑 → 19.バロー掛川店前 → 20.秋葉路入口 → 21.秋葉路西 → 22.秋葉路東 → 23.大池B&G艇庫前 → 24.さんりーな入口 → 25.上屋敷 → 26.七日町西 → 27.七日町東 → 28.中宿公園入口 → 29.中宿 → 30.柳町 → 31.天王町西 → 32.天王町東 → 33.徳育保健センター前 → 34.御所原 → 35.旭町 → 36.神明町 → 37.奥姫橋 → （38.天然寺前 → 39.大手門前 → 40.連雀 → 41.紺屋町 → 42.栄町 →） 1.掛川駅北口
掛川祭の開催期間（10月10日直近の金・土・日）は旧城下町地区に交通規制が敷かれ車両が進入できなくなるため、北回りのルートが一部変更される。
土日祝日および年末年始は奥姫橋 - 掛川駅北口の途中停留所は経由しない。また、始発便は秋葉路東発となる。

### 市街地循環線 南回り
掛川駅北口を起点とし、南郷地区の住宅地を通り、掛川駅南口を経由、西南郷地区、長谷地区の住宅地を通り、市役所を経由、掛川駅梅橋線を通り掛川駅北口に戻る路線である。
沿線の主な施設には静岡県立掛川工業高等学校（7.京徳池前が最寄）、掛川花鳥園、掛川駅南口、静岡県立掛川東高等学校、資生堂アートハウス、掛川市・袋井市病院企業団立中東遠総合医療センター、掛川市役所、掛川郵便局等がある。
1.掛川駅北口 → 2.塩町 → 3.上張 → 4.緑ヶ丘一丁目 → 5.緑ヶ丘二丁目 → 6.掛川税務署前 → 7.京徳池前 → 8.あいの街 緑ヶ丘前 → 9.杉谷一丁目 → 10.杉谷南 → 11.希望の丘 → 12.結縁寺 → 13.花鳥園前 → 14.亀の甲二丁目 → 15.駅南公園入口 → 16.南二丁目 → 17.神代地公民館前 → 18.南一丁目 → 19.掛川駅南口前 → 20.美感ホール入口 → 21.亀の甲一丁目 → 22.久保一丁目 → 23.社会保険事務所前 → 24.県営住宅前 → 25.掛川東高入口北 → 26.下俣南二丁目東 → 27.下俣南二丁目西 → 28.資生堂アートハウス入口 → 29.高御所東 →30.中東遠総合医療センター →（50.掛川東高入口 → 51.富士見台霊園 → 52.菖蒲ケ池 → ）31.高御所東 → 32.東名小笠パーキング入口 → 33.長谷大橋南 → 34.長谷寺前 → 35.長谷西 → 36.長谷東 → 37.水質保全パビリオン前 → 38.市役所 → 39.小鷹町西 → 40.小鷹町東 → 41.中央小学校前 → 42.中央二丁目 → 43.労金掛川支店前 → 44.掛川郵便局前 → 45.紺屋町 → 1.掛川駅北口
日中の4〜10便は、富士見台霊園を経由する。

### 掛川大須賀線
掛川駅南口と大須賀地区を直結する路線である。当初は中高生の通学限定として運行していたが、2018年10月より通勤・通院の一般利用者も乗車できるようになった。運賃は1乗車600円で、平日のみ運行（土日祝・年末年始は運休）。東大谷経由と西大谷経由の2路線がある。
- 沿線の主な施設にはとうもんの里、静岡県立横須賀高等学校、掛川市大須賀支所、掛川市・袋井市病院企業団立中東遠総合医療センター等がある。
- 西大谷経由の大須賀中学校入口 - 西大谷池と東大谷経由の東大谷橋 - 二軒屋橋はフリー乗降区間になっている。
- 中東遠総合医療センター・掛川東高入口へは掛川駅南口行き1本ととうもんの里前行き2本が経由する。
- 掛川駅南口行きの一部便はアイク前発となる。

西大谷経由
とうもんの里前 - 横須賀城跡 - 横須賀高校入口 - 大須賀中学校入口 - 西大谷池 - 小笠神社入口 - 西南郷 - 掛川駅南口
東大谷経由
とうもんの里前 - 横須賀城跡 - 横須賀高校入口 - 大須賀支所前 - アイク前 - 東大谷橋 - 二軒屋橋 -（中東遠総合医療センター - 掛川東高入口 -） 西南郷 - 掛川駅南口

## 過去の路線

### 和田岡線
掛川市西部の和田岡地区と掛川駅を結ぶ路線である。運賃は200円。平日のみの運行で、1日4往復。
沿線の主な施設には掛川市立和田岡小学校、アピタ掛川店、掛川駅等がある。

### 曽我線
掛川市西部の曽我地区と掛川駅を結ぶ路線である。運賃は200円で、平日のみの運行で、1日3往復。
沿線の主な施設には掛川市立曽我小学校、アピタ掛川店、掛川駅等がある。西循環線時代は愛野駅に乗り入れるため、袋井市内にもバス停が存在したが、和田岡線・曽我線に継承後は乗り入れは中止され、掛川市内のみの運行となる。
かつて和田岡地区には遠鉄バス掛川山梨線、曽我地区には静鉄バス西部国道線が運行されていたが、いずれも1994年に廃止されており、公共交通の空白地帯の解消、地域活性化のために設定された。

### 満水線

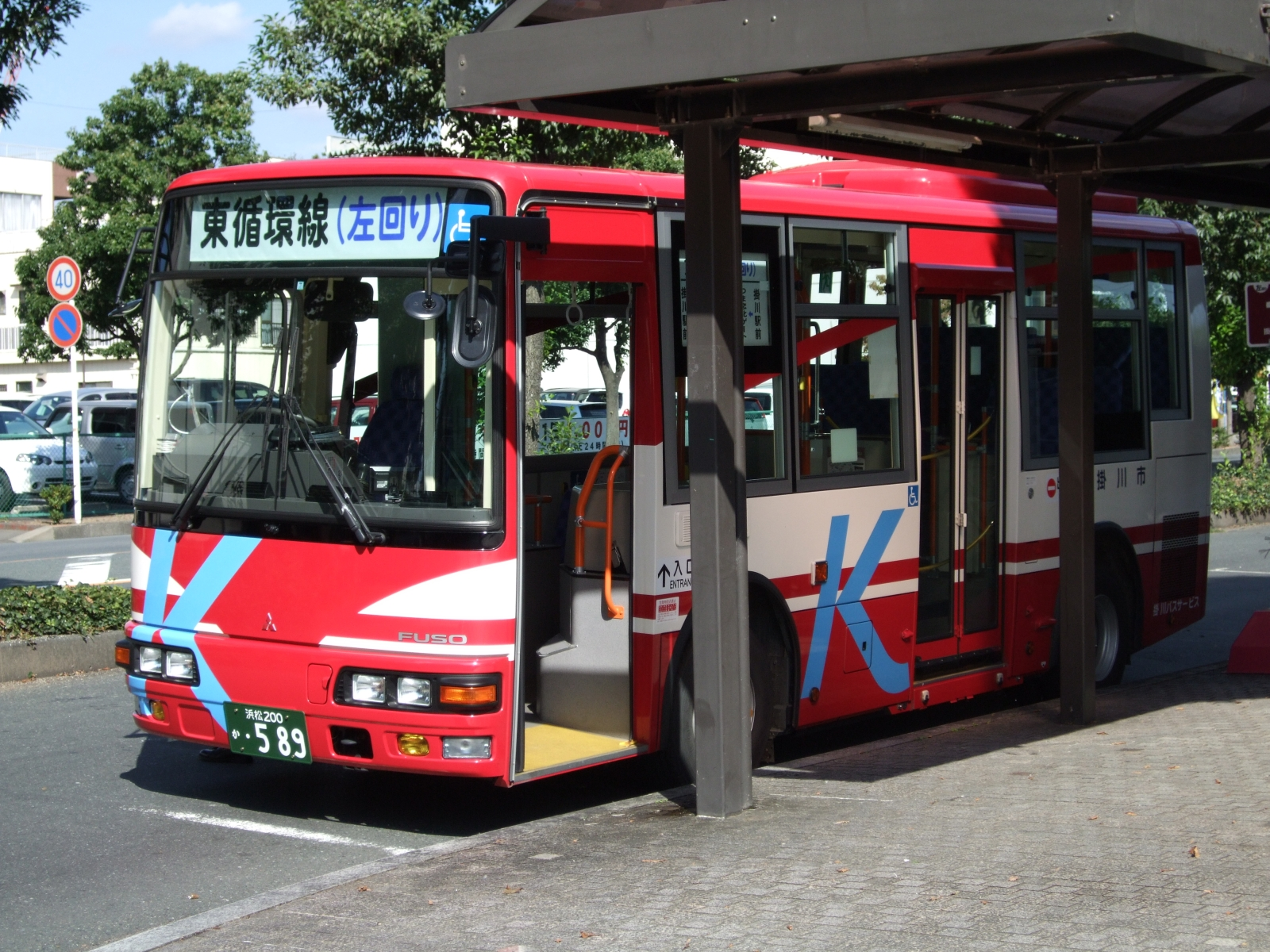
東循環線時代の車両

掛川駅を起点に掛川市東部の西山口地区を走行する路線である。運賃は200円で、平日は4往復、土休日は5往復。
沿線の主な施設にはつま恋、エコポリス工業団地、環境資源ギャラリー、22世紀の丘公園（たまりーな）等がある。
掛川駅前 - 塩町 - 新町南 - 葛川南 - 金城 - 山口橋 - 西満水 - 沢渡橋 - 原下 - 東満水 - つま恋北ゲート - 一色 - 環境資源ギャラリー - 22世紀の丘公園

## 備考
- 南回りから北回りに乗り継ぐ場合、北1/南1.掛川駅北口の他、北10/南38.市役所、北8.中央三丁目東と南40.小鷹町東、北9.中央三丁目西と南39.小鷹町西でも乗り継ぎが可能であるが、本数が少ないため掛川駅北口で乗り継いだ場合と同じ便に乗り継ぐことになる。